# Axel Griesbeck
Axel Georg Griesbeck (* 7. September 1958 in Seeheim-Jugenheim) ist ein deutscher Chemiker und seit 2009 Studiendekan der Mathematisch-Naturwissenschaftlichen Fakultät der Universität zu Köln.

## Leben
Das Studium der Chemie an der Ludwig-Maximilians-Universität München schloss er 1980 mit dem Diplom ab, wo er im Jahre 1984 bei Klaus Gollnick promoviert wurde. Nach Postdoc-Aufenthalten an der Julius-Maximilians-Universität Würzburg (1984–1985, bei Waldemar Adam), ETH Zürich (Schweiz, 1986–1987, bei Dieter Seebach) sowie Weizmann-Institute of Science (Israel, 1987, bei Ernst Fischer) arbeitete er zwischen den Jahren 1988 und 1990 an seiner Habilitation an der Universität in Würzburg als Liebig-Stipendiat des Fonds der Chemischen Industrie. Nach einem Aufenthalt als Gastprofessor an der University of Wisconsin–Madison (1993) ist er seit 1994 Professor für Organische Chemie an der Universität zu Köln tätig. Der Schwerpunkt seiner Arbeit liegt auf dem Gebiet der Photochemie. Er interessiert sich sowohl für synthetische und mechanistische Aspekte der organischen Photochemie und Anwendungen von organischen Farbstoffen als Photokatalysatoren für Oxidationsreaktionen, C-H-Funktionalisierungen und photochemischen Redoxreaktionen als auch für neue Reaktivitätsmuster, die beim Einsatz von spinisomeren Zuständen entstehen (Spinchemie). Des Weiteren hat er sich auf verschiedene Aspekte der Photooxygenierung, Photocycloadditionen und photochemischen H-Transfer spezialisiert. Daneben betreibt er die Entwicklung neuer photochemischer Reaktoren und Schutzgruppen für technische Produkte sowie neue Fluoreszenzsensoren.
Er war Vorsitzender der GDCh-Fachgruppe Photochemie (2014–2017) und ist seit 2018 Vorsitzender des IUPAC committee for photochemistry. Er leitet dort eine internationale Initiative zur Standardisierung photochemischer Prozesse und deren Berichterstattung (SynPho).

## Ehrungen und Auszeichnungen
Griesbeck erhielt 1997 den Grammaticakis-Neumann-Preis der Schweizerischen Gesellschaft für Photochemie und Photophysik und 2009 den Honda-Fujishima Award der Japanese Association for Photochemistry.